# Колома (Вісконсин)
Колома (англ. Coloma) — селище (англ. village) в США, в окрузі Вошара штату Вісконсин. Населення — 448 осіб (2020).

## Географія
Колома розташована за координатами 44°2′18″ пн. ш. 89°31′54″ зх. д. / 44.03833° пн. ш. 89.53167° зх. д. (44.038458, -89.531657).  За даними Бюро перепису населення США в 2010 році селище мало площу 3,77 км², уся площа — суходіл.

## Демографія
Згідно з переписом 2010 року, у селищі мешкало 450 осіб у 184 домогосподарствах у складі 120 родин. Густота населення становила 119 осіб/км².  Було 214 помешкання (57/км²).
Расовий склад населення:
| - 100,0 % — білих |

До двох чи більше рас належало 0,0 %. Частка іспаномовних становила 0,9 % від усіх жителів.
За віковим діапазоном населення розподілялося таким чином: 26,0 % — особи молодші 18 років, 54,9 % — особи у віці 18—64 років, 19,1 % — особи у віці 65 років та старші. Медіана віку мешканця становила 39,6 року. На 100 осіб жіночої статі у селищі припадало 100,9 чоловіків;  на 100 жінок у віці від 18 років та старших — 93,6 чоловіків також старших 18 років.
Середній дохід на одне домашнє господарство  становив 50 144 долари США (медіана — 42 500), а середній дохід на одну сім'ю — 60 854 долари (медіана — 55 417). Медіана доходів становила 42 750 доларів для чоловіків та 27 500 доларів для жінок. За межею бідності перебувало 11,3 % осіб, у тому числі 14,6 % дітей у віці до 18 років та 23,2 % осіб у віці 65 років та старших.
Цивільне працевлаштоване населення становило 238 осіб. Основні галузі зайнятості: виробництво — 24,4 %, освіта, охорона здоров'я та соціальна допомога — 13,0 %, роздрібна торгівля — 12,2 %.